# Jorginho Putinatti
Jorginho Putinatti (n. 23 august 1959, Marília, São Paulo, Brazilia) este un fost fotbalist brazilian.
Între 1983 și 1985, Putinatti a jucat 16 meciuri și a marcat 2 goluri pentru echipa națională a Braziliei.

## Statistici
| Brazilia | Brazilia | Brazilia |
| An       | Meciuri  | Goluri   |
| -------- | -------- | -------- |
| 1983     | 12       | 2        |
| 1984     | 0        | 0        |
| 1985     | 4        | 0        |
| Total    | 16       | 2        |